# Walter O’Keefe
Walter O’Keefe (ur. 18 sierpnia 1900, zm. 26 czerwca 1983) – amerykański gospodarz teleturnieju, aktor, kompozytor muzyki filmowej i osobowość radiowa.

## Filmografia
- 1936: Prison Shadows (I) jako John Halligan

## Wyróżnienia
Posiada swoją gwiazdę na Hollywoodzkiej Alei Gwiazd.